# Скальп
Скальп (англ. scalp от др.-сканд. skalli «лысая голова», skalpr «ножны») — кожа волосистой части головы, отделённая от черепа.
Скальп, снятый с убитого врага, использовался в качестве трофея. Иногда скальп снимали с живого человека. Скальп служил доказательством того, что враг убит или обезврежен, и потому он считался весьма уважаемым свидетельством отваги, ценной военной добычей. Скальп чаще всего ассоциируется с колониальными войнами в Северной Америке, он стал главным военным трофеем и разменной монетой этих войн вплоть до конца XIX века. Кроме того, скальпирование может быть результатом несчастного случая, например, при техногенной аварии или нападении животных.

## В древности
Обычай снимать кожу с головы человека в качестве трофея и символа победы над ним широко использовался в древности. Скифы снимали кожу с головы своих врагов, что подтверждается записями Геродота. Аналогичная практика была широко распространена среди народностей, населявших Западную Сибирь, и у древних персов.
Также известно скальпирование среди других степных народов, в частности, сарматов, аланов и гуннов.
Римский историк IV века н. э. Аммиан Марцеллин пишет об аланах:

Почти все они высоки ростом и красивы, волосы у них русые; они грозны свирепым взором своих глаз и быстры, благодаря лёгкости своего оружия… Аланы — народ кочевой, живут они в кибитках, крытых корой. Они не знают земледелия, держат много скота и преимущественно много лошадей. Необходимость иметь постоянные пастбища обусловливает их скитания с места на место. С раннего детства привыкают они к верховой езде, все они — лихие наездники и ходить пешком считается у них позором… Их занятие — грабёж и охота. Они любят войну и опасности. С убитых врагов снимают они скальпы и украшают ими узду своих коней…

## В Новое время
Для даяков, коренного населения индонезийского острова Борнео, высушенная голова врага — основной трофей. Добыв голову, они коптили её, предварительно вынув мозг и срезав с неё волосы, которыми украшали рукоятки своих мечей парангов и щиты.

## В Европе
Скальпирование широко применялось среди европейских племён дохристианской эпохи.

## В Северной Америке
Среди индейцев снятием скальпов занимались не все племена. Например, индейцы канадского северо-запада и всего Тихоокеанского побережья никогда не снимали скальпы. Особо практиковали этот обычай племена восточных лесов Северной Америки, где скальп прежде всего был символом воинской доблести. Согласно поверьям индейцев, снятие скальпа с побеждённого противника обладало магическим смыслом, и скальпирующий был убеждён, что, снимая с неприятеля скальп, он забирает у него «всеобщую магическую жизненную силу», которая находилась именно в волосах. И чем больше скальпов врага приносил индейский воин, тем более он был уважаем в своём племени. Но не везде было именно так. Например, у племен Великих равнин скальпирование врага считалось не настолько выдающимся подвигом, как прикосновение в бою к живому или мёртвому врагу — то есть совершение обряда «ку».
Европейцы сделали скальпирование способом коммерческой стимуляции индейцев и белых, для службы для той или иной воюющей стороны. Скальп можно было превратить в деньги, обменять на оружие и необходимые товары. Он быстро утратил своё сакральное значение, превратившись в «разменную монету». В это время скальпирование получило массовое распространение и достигло чуть ли не промышленных масштабов. Голландское, а затем и английское правительство стали назначать награду за скальпы, то есть за убитых индейцев. В 1641 году губернатор британской колонии Новые Нидерланды впервые установил награду за индейские скальпы. 26 июля 1722 года в Бостоне была обнародована декларация, провозгласившая войну индейцам, и одним из её пунктов было положение, которое предписывало выдачу вознаграждения за снятые скальпы. В 1725 году белые поселенцы колонии Нью-Гэмпшир впервые сняли скальпы с десяти индейцев, за что получили награду от властей по 100 фунтов за скальп индейцев враждебных племён. Происхождение скальпа никого не волновало, поэтому нередко снимали его не только с индейцев, но и с врагов среди собственных соплеменников. Женский, стариковский или детский скальп стоили меньше, но это мало кого из охотников за скальпами останавливало. На цену влиял и размер скальпа. В 1724 году колония Массачусетс предлагала 500 долларов за скальп краснокожего, а в 1755 году та же колония предлагала 200 долларов за мужской скальп краснокожего старше 12 лет, а за скальп краснокожей женщины или ребенка — 100 долларов.